# Edgar Itt
Edgar Itt (Gedern, 8 giugno 1967) è un ex velocista tedesco.

## Palmarès

### Olimpiadi
- 1 medaglia:
  - 1 bronzo (Seul 1988 nella staffetta 4x400 m)

### Europei
- 2 medaglie:
  - 2 argenti (Stoccarda 1986 nella staffetta 4x400 m; Spalato 1990 nella staffetta 4x400 m)

## Altre competizioni internazionali
1994
- Coppa Europa di atletica leggera ( Birmingham)